# 捉鬼敢死隊：冰封魅來
《魔鬼剋星：冰天凍地》（英語：Ghostbusters: Frozen Empire）是一部2024年美國超自然喜劇片，由吉爾·基能執導，基能和傑森·瑞特曼共同編劇。本片為《魔鬼剋星系列》第五部電影，也是2021年電影《魔鬼剋星 未來世》的續集，主演包括保羅·路德、凱莉·庫恩、芬恩·沃夫哈德、麥肯娜·葛瑞絲、庫梅爾·南賈尼、派頓·奧斯瓦特、賽麗絲·歐康納、羅根·金、丹·艾克洛德、厄尼·哈德森以及安妮·波茨。
《魔鬼剋星：冰天凍地》由索尼影視娛樂排定2024年3月22日於美國上映。

## 剧情
在俄克拉荷馬州薩默維爾事件發生三年後，凱莉·斯賓格勒（Callie Spengler）、她的男友加里·格羅伯森（Gary Grooberson）、她的孩子崔弗（Trevor）和菲比（Phoebe）搬到了紐約市，在溫斯頓·澤德莫爾（Winston Zeddemore）和雷·斯坦茨（Ray Stantz）的幫助下重建了捉鬼敢死隊，但在成功捉鬼的同時，亦不免對城市各處造成了破壞。
從以前就看初代捉鬼敢死隊不順眼，現在已經成為市長的沃爾特·佩克（Walter Peck）威脅要他們關門大吉，並指出菲比未成年等於是非法僱用童工。凱莉和加里為了安撫他，只好讓未成年的菲比暫時退出捉鬼敢死隊。
菲比對此非常不滿，她獨自到附近的公園一個人下棋來控制自己的情緒，卻在那裡她遇到了在火災中喪生的幽靈——國際象棋神童梅洛迪（Melody），梅洛迪稱菲比是唯一不會看到她就逃走的人類，兩人一起下棋聊天，很快就成為了朋友。
與此同時，以參加太空營為藉口來到紐約的播客，正在幫忙雷製作網路影片，主題是收集民眾被詛咒的物品進行檢查。一名叫納迪姆·拉茲馬迪的男人拜訪了他們，並向他們出售了一個奇怪的黃銅球，上面有屬於他已故祖母的儀式標記。雷懷疑這是一個抓鬼陷阱，在他測試其 PKE 水平後，該球體釋放出靈能脈衝，損壞了捉鬼敢死隊消防局總部地下室裡那部本身已接近容量極限的鬼魂收容裝置。
溫斯頓從雷手上得到球體，帶著捉鬼敢死隊眾人來到了他的私人超自然研究中心，該中心由他的同事拉爾斯平菲爾德博士管理，而崔佛驚喜地發現，他在薩默維爾的朋友露西原來也來到這裡參與研究。
平菲爾德發明了靈魂提取裝置，可以將物品裡的靈魂（鬼魂）抽出，然而他卻無法從球體中提取任何東西。為了了解更多信息，他與崔弗和露西一起去見納迪姆，納迪姆透露這顆球體被他的祖母藏在一個黃銅包裹的房間裡。彼得·文克曼前來幫忙測試納迪姆是否被鬼魂附體，卻意外發現納迪姆似乎有著控制火的能力。
同時，雷在菲比和播客的陪同下，拜訪了紐約公共圖書館的研究員休伯特·瓦茨基博士。瓦茨基解釋說，這個球體是由四名被稱為馭火師的巫師製造的，目的是囚禁加拉卡——一個試圖用幽靈軍隊征服世界的惡神，加拉卡以負面情緒為食，出現時會將溫度降低到絕對零度。他們了解到，納迪姆的祖母是一位馭火師的後裔，1904 年，在曼哈頓冒險家協會成員舉辦的一場儀式上，那些協會成員念出了咒語，幾乎釋放了加拉卡，一位馭火師阻止了加拉卡，但最終被加拉卡凍死。加拉卡因為容易受到銅合金與火的傷害而被關在球體中，它的角亦因為是其能量來源，而被馭火師折斷。
瓦茨基博士講述時向三人播放了協會成員當時念詛咒的錄音，沒想到，在超自然研究中心的加拉卡控制了研究中心裡困禁著的鬼魂，並斷開電力讓其中一個鬼魂逃了出去，鬼魂來到了圖書館，並偷走了錄音，雷、菲比和播客嘗試追回卻失敗，還毀壞了圖書館門外的雕像。
市長佩克借菲比參與了圖書館事件為由，勒令捉鬼敢死隊關門。菲比與加里和凱莉爭吵後，她獨自離家並帶著鬼魂女孩Melody去了溫斯頓的研究中心。她使用靈魂提取設備來將自己的靈魂抽出，並設定限時兩分鐘，以便兩人可以進行身體互動。梅洛迪此時對菲比坦白，她一直在與加拉卡合作，協助釋放他以換取自己能前往來世。
加拉卡可以控制鬼魂，不能控制人類，然而咒語必須由活人念出來有效，而現在菲比成為了鬼魂——因此加拉卡可以控制菲比念出儀式聖歌，成功從球體中逃脫，他找到了他的角，並開始凍結整座城市。
意識到加拉卡下一步是要釋放地下室收容裝置裡的鬼魂，新舊捉鬼敢死隊聚集起來保衛他們的總部，而納迪姆也穿上了祖母的黃銅盔甲並試圖掌握他馭火的力量。
加拉卡來到消防局，開始凍結眾人，菲比使用銅合金重新配置並強化了她的質子包，而梅洛迪亦決定背叛加拉卡，幫助納迪姆以他的火焰削弱加拉卡來贖罪。最終，納迪姆的火讓眾人解凍，雷利用破裂的鬼魂收容裝置困住了加拉卡。梅洛迪與菲比和好，然後前往來世與家人團聚。隨著城市解凍，捉鬼敢死隊被譽為英雄，佩克礙於民眾輿情被迫表態支持捉鬼敢死隊並同意菲比繼續任隊員。捉鬼敢死隊又再次開始在紐約市追捕鬼魂。

## 演員
- 保羅·路德飾演蓋瑞·葛洛柏森
- 凱莉·庫恩飾演凱莉·史賓格勒
- 芬恩·沃夫哈德飾演崔佛·史賓格勒
- 麥肯娜·葛瑞絲飾演菲比·史賓格勒
- 庫梅爾·南賈尼飾演納迪姆·拉茲馬迪（Nadeem Razmaadi）
- 帕頓·奧斯瓦爾特飾演休伯特·瓦茨基博士（Dr. Hubert Wartzki）
- 賽麗絲·歐康納（英语：Celeste O'Connor）飾演露西·多明哥（Lucky Domingo）
- 羅根·金（Logan Kim）飾演播客（Podcast）
- 丹·艾克洛德飾演雷·史坦茲博士
- 厄尼·哈德森飾演溫斯頓·雷德莫爾博士
- 安妮·波茨飾演珍妮·莫爾尼茲（英语：Janine Melnitz）
- 比爾·莫瑞飾演彼得·威克曼博士
- 威廉·阿瑟頓飾演沃爾特·派克
- 詹姆斯·阿卡斯特飾演拉爾斯·平菲爾德（Lars Pinfield）
- 艾蜜莉·艾琳·林德飾演梅洛迪

## 製作
2021年12月，《魔鬼剋星 未來世》上映後，丹·艾克洛德表示有興趣讓原《魔鬼剋星》的演員們在最多三部續集中回歸飾演各自的角色。2022年4月，索尼影業宣布《魔鬼剋星 未來世》續集目前處於早期開發階段。2022年6月，宣布續集背景設置於紐約市。同月，據報導電影排定於2023年12月20日上映。2022年10月，麥肯娜·葛瑞絲宣布回歸出演續集。2022年11月，厄尼·哈德森透露他已經讀過續集的劇本。2022年12月，宣布吉爾·基能將接替傑森·瑞特曼擔任導演，而雷特曼將擔任編劇和製片人，並宣布保羅·路德、芬恩·沃夫哈德和凱莉·庫恩將回歸出演。
2023年3月，庫梅爾·南賈尼、派頓·奧斯瓦特、詹姆斯·阿卡斯特和艾蜜莉·艾琳·林德參演。2023年4月，片場照揭露威廉·阿瑟頓回歸出演此前在1984年電影《魔鬼剋星》飾演的角色。同月，羅根·金（Logan Kim）和賽麗絲·歐康納回歸出演。

### 拍攝
該片於2023年3月20日在倫敦開始進行主體拍攝，工作標題為「消防站」（Firehouse）。

## 發行
該片排定2024年3月22日於美國上映。此前上映日期曾定於2023年12月20日以及2024年3月29日。

## 迴響

### 評價
本片在媒體和影評之間獲得多數的負評。爛番茄根據301條評論，本片獲得42%的新鮮度，平均得分5.2／10，觀眾的好評度為75%，均分3.9／5。在Metacritic上，本片獲得46分。

### 票房
| 上一届： 《功夫熊貓4》 | 2024年美國週末票房冠軍 第12週 | 下一届： 《哥吉拉與金剛：新帝國》 |

## 備註
1. 台灣曾譯《GHOSTBUSTERS：冰天凍地》。

## 外部連結
- 互联网电影数据库（IMDb）上《捉鬼敢死隊：冰封魅來》的资料（英文）
- AllMovie上《捉鬼敢死隊：冰封魅來》的资料（英文）
- Metacritic上《捉鬼敢死隊：冰封魅來》的資料（英文）
- Box Office Mojo上《捉鬼敢死隊：冰封魅來》的资料（英文）
- 爛番茄上《捉鬼敢死隊：冰封魅來》的資料（英文）
- 開眼電影網上《捉鬼敢死隊：冰封魅來》的資料（繁體中文）
- 豆瓣电影上《捉鬼敢死隊：冰封魅來》的資料 （简体中文）